# Kyle Kaplan
Kyle Joseph Kaplan (ur. 16 lipca 1990 w Los Angeles) – amerykański aktor telewizyjny i filmowy, a także producent muzyczny, DJ i kompozytor muzyki elektronicznej tworzący projekt Phantoms.

## Filmografia
- 2005 Grand Union jako Wayne
- 2006 The Bernie Mac Show jako David
- 2006 CSI: Kryminalne zagadki Miami jako Brett Flandrii
- 2006 Zoey 101 jako Andrew
- 2006 Hannah Montana jako Chad
- 2006 You’ve Reached the Elliott’s jako Brendan
- 2006 Tim Stack’s Family Vacation jako Kyle
- 2007 The Winner jako Murray
- 2007 Domowy front jako Monte
- 2007 The Final Season jako ADR
- 2008 The Riches jako Jared
- 2008 Drillbit Taylor jako Teen Blogger
- 2008 The Oaks jako Brian
- 2009 Po prostu Peck jako Geiger
- 2009 Zakochana złośnica (serial telewizyjny) jako Michael